# Lechfeld

De rivier Lech loopt van zuid naar noord doorheen Augsburg; met de zijrivier Wertach vormt zij een gebied ten zuiden van Augsburg, het Lechveld.

Lechfeld, in het Nederlands Lechveld, is een natuurgebied in Beieren tussen de rivieren Lech en de linker zijrivier Wertach. Het gebied ontstond als afzettingsgebied van een ijsgletsjer uit de Alpen, van het type sandr. Het ligt ten zuiden van Augsburg.

## Historische betekenis
- Langsheen de Lech liep de Romeinse heirbaan Via Claudia Augusta, een van de weinige heirbanen door de Alpen. Zij ging van Donauwörth in het huidige Beieren naar Trente in Noord-Italië. Het Lechveld ligt aan deze Via Claudia Augusta. In de middeleeuwen werd er nog tol geheven in de buurt van Augsburg.
- In 787 verplichtte Karel de Grote de hertog van Beieren Tassilo III tot aftreden, ten overstaan van de verzamelde Beierse en Frankische troepen, opgesteld op het Lechveld.
- In 955 versloeg keizer Otto I de Hongaren op het Lechveld, wat definitief een einde stelde aan de Hongaarse rooftochten in Beieren.
- Op het Lechveld verzamelde traditioneel de pas gekozen Rooms-Duitse keizer zich met zijn troepen en zijn hofhouding. Vandaar trokken zij naar Rome voor de formele kroning tot koning van Italië en keizer van het Heilig Roomse Rijk. Deze reis was een grote onderneming in de middeleeuwen. De prins-aartsbisschop van Keulen, die de titel droeg van aartskanselier van Italië moest mee. Deze traditie heeft de middeleeuwen niet overleefd.